# 東海大学国際文化学部
東海大学国際文化学部（とうかいだいがくこくさいぶんかがくぶ、School of International Cultural Relations）は、東海大学に設置されている国際関係学部。国際コミュニケーション学科ほかが開設されている。

## 沿革
- 2008年 1977年開学した北海道東海大学が東海大学と統合し、東海大学国際文化学部に組織改編。北海道東海大学時代の国際文化学部地域創造学科とコミュニケーション学科を母体に、国際コミュニケーション学科と地域創造学科を創設。旭川キャンパスの芸術工学部くらしデザイン学科を母体に、国際文化学部デザイン文化学科を創設。
- 2022年 デザイン文化学科募集停止。ただし地域創造学科デザイン・建築コースに学びは引き継がれる

## 学部組織
国際文化学部
- 国際コミュニケーション学科
- 地域創造学科
  - 地域社会コース
  - 健康スポーツコース
  - デザイン・建築コース
- デザイン文化学科（募集停止）